# Erasikea nutrix
Erasikea nutrix is een vliesvleugelig insect uit de familie van de Diapriidae. De wetenschappelijke naam van de soort is voor het eerst geldig gepubliceerd in 1961 door Szabó.